# Зюков Юрій Євгенійович
Юрій Євгенійович Зюков (нар. 12 лютого 1962, м. Лисичанськ, Луганська область) — перший заступник Міністра енергетики та вугільної промисловості України з 5 квітня 2014.

## Освіта
У 1977 р. закінчив Лисичанський гірничий технікум (гірничий технік-маркшейдер), у 1986 р. — Комунарський гірничо-металургійний інститут (гірничий інженер-будівельник)
Кандидат технічних наук.

## Трудова діяльність
1986–2002 — працював на різних посадах в ДП «Ровенькиантрацит», в тому числі — директором шахти ім. Космонавтів.
2002–2004 — генеральний директор ДП «Ровенькиантрацит».
2004 — директор ДП «Луганська вугільна компанія».
Серпень 2004 — січень 2005 — заступник голови Луганської обласної державної адміністрації.
2006–2007 — перший заступник Міністра вугільної промисловості України.
2008–2010 — в.о. гендиректора «Ровенькиантрацит».
У 2006 році став депутатом Луганської обласної ради від Партії регіонів.
У 2009 році виступив на боці кандидата на посаду Президента України Юлії Тимошенко, був її довіреною особою, за що був виключений з Партії регіонів.

## Нагороди
Ордена «За заслуги» III і II ступенів, відзнака «Шахтарська слава» трьох ступенів і «Шахтарська доблесть» III ступеня. Заслужений шахтар України.